# Tarik Oulida
Tarik Oulida (* 19. Januar 1974 in Amsterdam) ist ein ehemaliger niederländischer Fußballspieler.

## Karriere
Oulida begann seine Karriere 1992 beim Erstligisten Ajax Amsterdam. Mit dem Verein wurde er 1993/94 und 1994/95 niederländischer Meister. 1995 gewann er mit dem Verein den UEFA Champions League. 1995 wechselte er zum spanischen FC Sevilla. Am Ende der Saison 1996/97 stieg der Verein in die zweiten Liga ab. 1998 wechselte er zum japanischen Nagoya Grampus Eight. 1999 gewann er mit dem Verein den Kaiserpokal. 2002 wechselte er zum französischen CS Sedan. Danach spielte er bei Consadole Sapporo (Japan) und ADO Den Haag. 2004 beendete er seine Karriere als Fußballspieler.

## Erfolge
Ajax Amsterdam
- Niederländischer Meister: 1993/94, 1994/95
- Niederländischer Pokalsieger: 1992/93
- UEFA Champions League: 1994/95

Nagoya Grampus Eight
- Japanischer Pokalsieger: 1999